# Autophila pauli
Autophila pauli är en fjärilsart som beskrevs av Charles Boursin 1940. Autophila pauli ingår i släktet Autophila och familjen nattflyn. Inga underarter finns listade i Catalogue of Life.